# Stenotabanus calvitius
Stenotabanus calvitius är en tvåvingeart som beskrevs av David Fairchild 1942. Stenotabanus calvitius ingår i släktet Stenotabanus och familjen bromsar.
Artens utbredningsområde är Panama. Inga underarter finns listade i Catalogue of Life.